# رودلف تشونغ
رودلف تشونغ (بالألمانية: Rudolf Jung)‏ (و. 1859 – 1922 م) هو أمين الأرشيف، ومؤرخ ألماني، ولد في فرانكفورت، توفي في فرانكفورت، عن عمر يناهز 63 عاماً.